# Konvoj

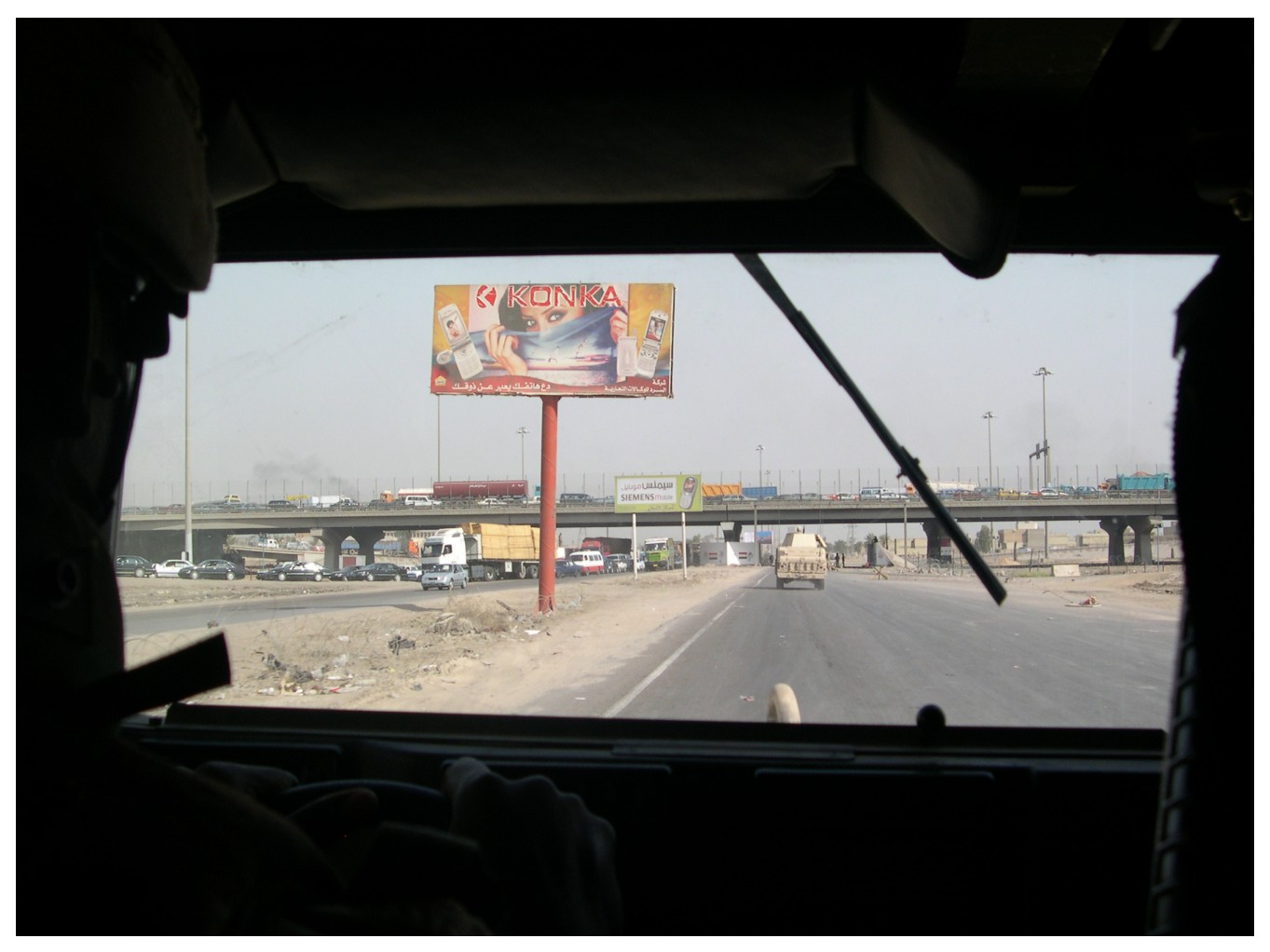
Utsikt framåt från ett fordon i en konvoj (Bagdad 2005).

Konvoj är alla slag av militära transporter som medför livsmedel, ammunition, fångar eller annat.
En konvoj kan vara en fordonstransport som eskorteras av en militär truppstyrka för skydd eller bevakning och ofta inbegrips eskorten i begreppet konvoj.

## Konvoj till sjöss
Till sjöss är en konvoj en samling handels- eller transportfartyg, som färdas under skydd av örlogsfartyg. Ofta benämns endast de senare konvoj eller eskort. Ibland menas både handelsfartygen/transportfartygen och örlogsfartygen (hela konvojen).
Begreppet används även inom isbrytning, när flera fartyg i grupp assisteras genom isen av en eller flera isbrytare.

### Historisk utveckling
Ett av de första organiserade exemplen på konvojering till sjöss var de spanska transporterna från kolonierna i Amerika till Spanien från 1500-talet och framåt. De användes för att skydda mot brittiska kapare som vill åt de rika lasterna.
I Sverige var det Axel Oxenstierna som i augusti 1653 genomförde beslut om att svenska handelsfartyg, som drabbats hårt av det pågående kriget mellan England och Holland, skulle segla i grupp och skyddas av örlogsfartyg. Den nya konvojinrättningen kom dock inte att tillämpas i praktiken på grund av att freden i Westminster 1654 gjorde slut på kriget. Flera länder införde dock den svenska idén genom liknande system, bland andra Holland (1656) och Danmark (1683).
Från 1690 skickade Sverige årligen konvojer, och ett speciellt kommissariat instiftades i Göteborg under amiralitetet. Deltagande handelsfartyg finansierade kostnaderna för örlogseskorten, åtminstone delvis, genom en avgift på en procent av varornas värde. Kommissariatet fick 1724 namnet Konvojkommissariatet, och flyttade 1741 till Stockholm. Det var verksamt fram till 1867.
Sverige införde 1723 en speciell konvojavgift (en så kallad extra licent) för alla importerade och exporterade varor, oavsett om de fraktats i konvoj eller ej. Avgiften skulle dels finansiera kostnaderna för konvojer, men dels även användas till årliga avgifter till Marocko och Barbareskstaterna för att undvika eller minska sjöröveri från dessa länders pirater och kapare.
Under franska revolutionen och de därpå följande Napoleonkrigen (1792-1815) använde England och dess allierade konvojering för att skydda den kommersiella handeln mot franska angrepp, understött av den starkt framväxande engelska försäkringsbranschen som satte extremt höga försäkringsavgifter för fartyg som valde att stå utanför konvojsystemet. Det Brittiska Ostindiska Kompaniets fartyg gick regelmässigt i konvoj närmast Europa där riskerna för fientliga angrepp var störst.
I perioden efter Napoleonkrigen kom systemet ur bruk, och glömdes bort som en metod att skydda sjöfart. Det berodde i huvudsak på den långa fredsperioden, men glömskan kom att orsaka stora problem i början på 1900-talet när första världskriget medförde det första större kriget med u-båtar.

### Första världskriget

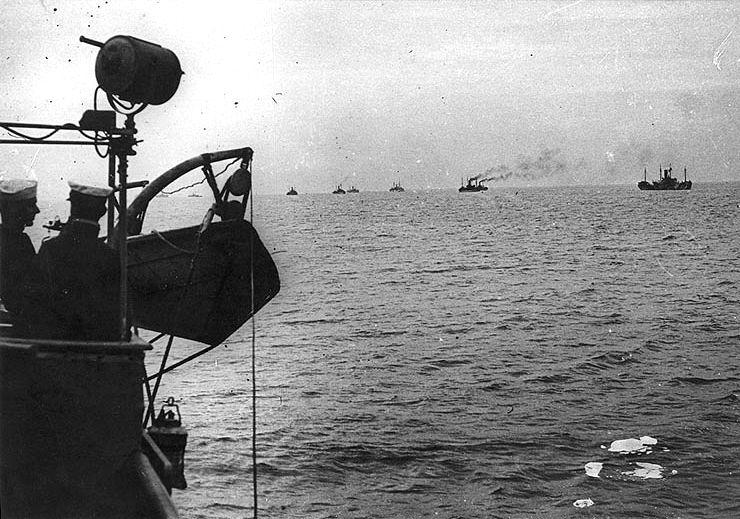
En konvoj med 25 fartyg på väg mot Brest i Frankrike i världskrigets slutskede hösten 1918. Bilden tagen från ett amerikanskt eskortfartyg

De allierade hade ingen beredskap för konvojering för att skydda handelsfartyg när världskriget inleddes. Den allmänna uppfattningen var att u-båtar visserligen var en ny vapengren, men att de var omgärdade med sådana regler att de inte kunde vara ett större hot mot handelsfartyg. När Tyskland deklarerade ”oinskränkt u-båtskrig” blev problemet akut. Under mer än två år valde britterna att bara satsa på att attackera och bekämpa u-båtarna; konvojering infördes däremot inte.
Vid slutet av 1916 föreslog Frankrike, som var starkt beroende av kolimport från England, att konvojer skulle användas över Engelska kanalen för att skydda den centrala energiimporten som drabbats mycket hårt av u-båtarnas angrepp. Metoden visade sig omedelbart mycket effektiv, och sänkningarna avtog markant. Den engelske befälhavaren för skyddet av dessa kol-konvojer i Kanalen, Reginald Henderson, ansåg att konvojsystemet skulle kunna användas också på världshaven. Ett försök med konvojering från Gibraltar till England inleddes i maj 1917. Det blev en sådan framgång att konvojer infördes på alla u-båtsutsatta trader.

### Andra världskriget

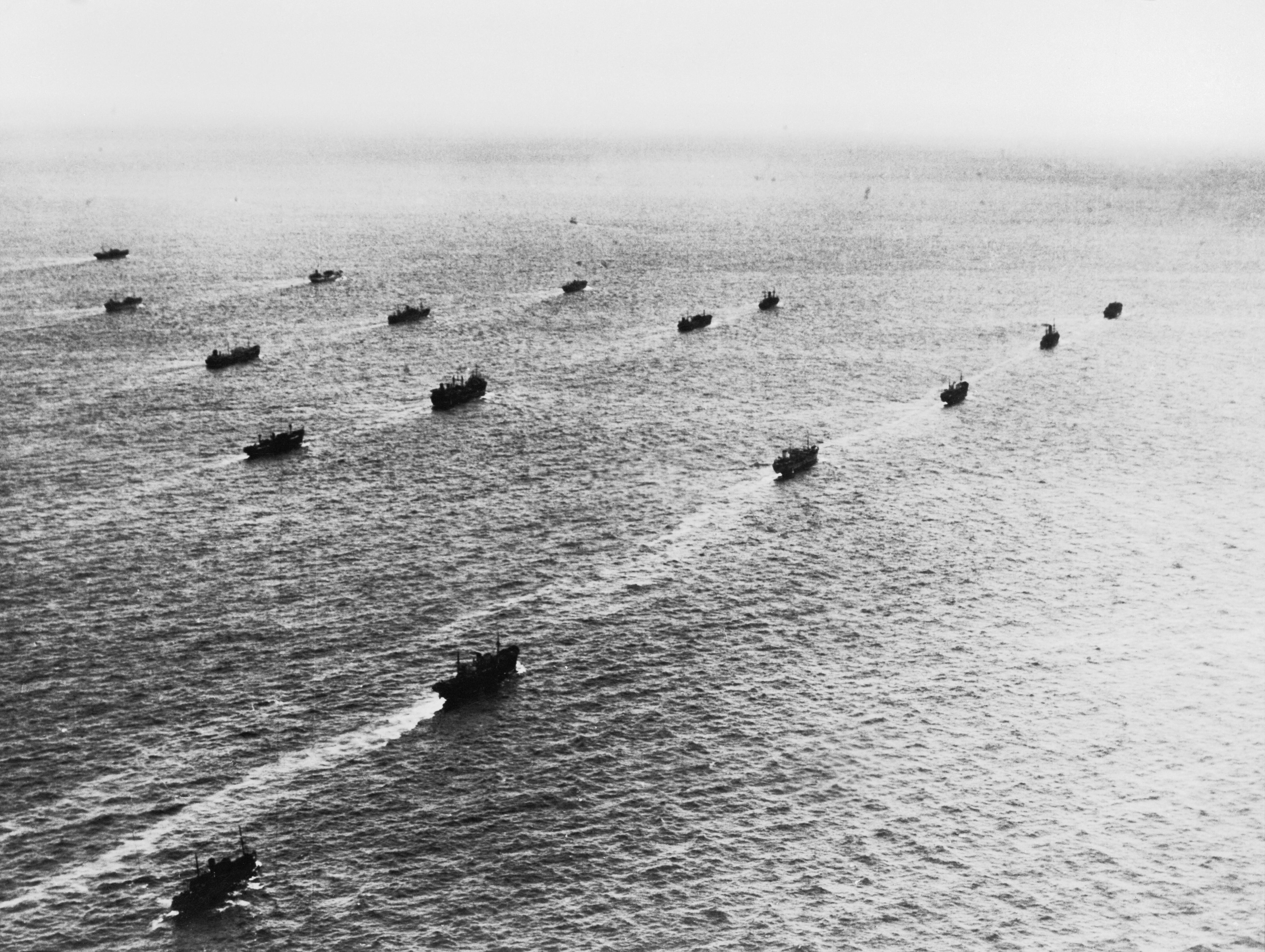
En brittisk konvoj fotograferad från ett RAF-flygplan. Den genomsnittliga allierade konvojen hade år 1943 30 till 50 handelsfartyg och en eskort på omkring åtta örlogsfartyg.

Britterna införde tidigt konvojsystemet, men den allierade sjöfarten drabbades likväl hårt, speciellt efter att Tyskland 1940 fått tillgång till baser för u-båtarna på den franska Atlantkusten (bland annat i Lorient) och slapp ta den norra vägen runt Skottland för att komma åt Atlanttrafiken. Bristen på tillräcklig mängd fullgoda eskortfartyg begränsade till en början konvojernas effektivitet, och Storbritanniens möjligheter att försörja befolkningen och de väpnade styrkorna var allvarligt hotad. Nya fartygstyper som korvetter, bättre utrustning för u-båtsjakt, och utveckling av eskorternas taktik ledde efter den svåraste tiden 1942-1942 till att det akuta hotet från u-båtarna så småningom minskade.
När USA kom med i kriget 1940 infördes till en början inte konvojtrafik längs den amerikanska östkusten, vilket inledningsvis ledde till stora förluster av fartyg, last och sjömän när ett antal tyska u-båtar förflyttades dit. Först efter ett antal månader infördes gradvis konvojering, först längs östkusten, därefter till Mexikanska golfen och sedan till Karibien.
Japan visade trots sitt enorma behov av import, både för försörjning och för krigsförnödenheter, inget intresse för konvojsystemet eller andra effektiva metoder för att skydda handelssjöfarten. Amerikanska u-båtar kunde därmed genomföra andra världskrigets mest effektiva u-båtskampanj som slog ut i det närmaste hela den japanska handelssjöfarten. Detta fick allvarliga effekter för Japans förmåga att upprätthålla sin offensiv i Stilla havet.